# Књига Енохова
Књига Енохова (Књига Еноха) је један од најзначајнијих апокрифа Старог завета. Текст помињу антички писци - Тертулијан, Ориген и други и као њен аутор Енох. Међутим, текст је био непознат до 18. века, када је откривен као део Етиопске Библије, где је укључена у канон.
Текст је преведен и прештампан више пута на различитим језицима. Руски превод је направљен са немачког и објављен, заједно са коментарима 1888. у Казању, протојереј Александар Смирнов. Поред текста, који се назива Прва књига Еноха, или Етиопијска књига Еноха, постоје и још две књига Еноха (Словенска књига Еноха) и Трећа књига Еноха (Књига небеске палате), обе сачуване на црквенословенском језику.
Прва књига Енохова има статус канонске у Етиопској оријентално-православној цркви.

## Адамова књига
Адамова књига (Књига Адама и Еве) - Старозаветни апокриф, који је према легенди Адам примио од Бога. Само је поменута у књизи Еноха (33:10). Она описује живот Адама и Еве после протеривања из раја. Текст је присутан у Талмуду као страна књига.

## Утицај
Један од најзначајнијих одломака из 1 Енох се налази у Јуде 1:14 .